# مسجد باغابر
مسجد باغابر مربوط به دوره قاجار است و در شهرستان بردسیر، بخش لاله زار، دهستان لاله زار، روستای باغابر، انتهای خیابان اصلی (خیابان مسجد) واقع شده و این اثر در تاریخ ۷ اسفند ۱۳۸۶ با شمارهٔ ثبت ۲۱۴۸۱ به‌عنوان یکی از آثار ملی ایران به ثبت رسیده‌است.